# Lebiedzie (przystanek kolejowy)
Lebiedzie (biał. Лябяды; ros. Лебяды, ros. nazwa normatywna Лебеди) – przystanek kolejowy w pobliżu miejscowości Lebiedzie, w rejonie zelwieńskim, w obwodzie grodzieńskim, na Białorusi. Położony jest na linii Baranowicze - Wołkowysk.
Przystanek powstał w latach 30. XX w. w miejscu istniejącej wcześniej mijanki.